# Ane Halsboe-Jørgensen
Pour les articles homonymes, voir Jørgensen.
Ane Halsboe-Jørgensen, née le 4 mai 1983 à Brovst (Danemark), est une femme politique danoise, membre du parti Social-démocratie (SD). Elle est ministre de l'Emploi depuis 2022.

## Biographie
Elle obtient en 2009 un master en sciences politiques à l'université de Copenhague. Elle devient après ses études consultante pour la confédération syndicale LO.
Engagée au sein de la Social-démocratie, elle est élue députée au Folketing lors des élections législatives de 2011. Elle devient alors la vice-présidente de la délégation danoise auprès de l'assemblée parlementaire de l'OSCE.
Elle est réélue pour un second mandat lors des élections législatives de 2015. Après le scrutin, elle devient présidente de la commission parlementaire sur les affaires étrangères.
Après sa réélection lors des élections législatives de 2019 qui marquent le retour au pouvoir des sociaux-démocrates, elle devient ministre de l'Enseignement supérieur et de la Science dans le gouvernement de Mette Frederiksen le 27 juin 2019,.
Le 16 août 2021, elle est nommée ministre de la Culture et des Affaires ecclésiastiques pour succéder à Joy Mogensen, cette dernière ayant décidé de quitter la politique.
Elle remporte un quatrième mandat au Folketing lors des élections législatives de novembre 2022. Dans le gouvernement qui en émerge le 15 décembre 2022, elle est nommée ministre de l'Emploi.